# Vĩnh Hòa (phường)
Vĩnh Hòa là một phường cũ thuộc thành phố Nha Trang, tỉnh Khánh Hòa, Việt Nam.
Phường Vĩnh Hòa có diện tích 11,56 km², dân số năm 2002 là 9.369 người, mật độ dân số đạt 810 người/km².